# U-369
Unterseeboot 369 foi um submarino alemão do Tipo VIIC, pertencente a Kriegsmarine que atuou durante a Segunda Guerra Mundial.

## Comandantes
| Comandante                 | Data                                        |
| -------------------------- | ------------------------------------------- |
| Kptlt. Ludwig Schaafhausen | 15 de outubro de 1943 - 15 de abril de 1945 |
| Oblt. Hans-Norbert Schunck | 16 de abril de 1945 - 9 de maio de 1945     |

## Subordinação
Durante o seu tempo de serviço, esteve subordinado às seguintes flotilhas:
| Período                                         | Flotilha                                      |
| ----------------------------------------------- | --------------------------------------------- |
| 15 de outubro de 1943 - 28 de fevereiro de 1945 | 22. Unterseebootsflottille (submarino escola) |
| 1 de março de 1945 - 8 de maio de 1945          | 31. Unterseebootsflottille (treinamento)      |